# Щенятєві
Щенятєві — московський княжий рід XVI ст., гілка роду Патрикеєвих, потомки Гедиміна. Родоначальник — Данило Васильович Щеня (?—1515), московський боярин та воєвода, від прізвиська якого і пішло родове прізвище Щенятєвих. Данило Васильович одружився з дочкою князя І. В. Горбатого-Шуйського. Мав від неї одного сина Михайла (?—1531), також боярина і одного з видніших московських полководців. Його сини Василь та Петро, боярин часів Івана Грозного, нащадків не мали. Останньою із Щенятєвих була їх сестра, видана за Івана Федоровича Бельського.

### Генеалогія
- Данило Васильович Щеня (? — після 1515) — московський полководець. Засновник роду Щенятєвих.
  - Михайло Данилович Щенятєв (?—1531) — московський боярин, полководець.
    - Василь Михайлович Щенятєв (?—1547) — московський боярин, воєвода.
    - Петро Михайлович Щенятєв (?—1568) — московський боярин, воєвода, страчений за підозрою у зраді, останній представник роду Щенятєвих.
      - N син (?—1568) — страчений за підозрою у зраді разом з батьком.

    - N дочка — дружина князя Івана Федоровича Бєльського